# Hideo Tanaka (Fußballspieler)
Hideo Tanaka (japanisch 田中 英雄 Tanaka Hideo; * 1. März 1983 in Uki, Präfektur Kumamoto) ist ein ehemaliger japanischer Fußballspieler.

## Karriere
Tanaka erlernte das Fußballspielen in der Schulmannschaft der Ozu High School und der Universitätsmannschaft der National Institute of Fitness and Sports in Kanoya. Seinen ersten Vertrag unterschrieb er 2005 bei Vissel Kobe. Der Verein spielte in der höchsten Liga des Landes, der J1 League. Am Ende der Saison 2005 stieg der Verein in die J2 League ab. Am Ende der Saison 2006 stieg der Verein in die J1 League auf. Am Ende der Saison 2012 stieg der Verein wieder in die J2 League ab. 2013 wurde er mit dem Verein Vizemeister der J2 League und stieg in die J1 League auf. Für den Verein absolvierte er 233 Ligaspiele. Im Juli 2014 wurde er an den Zweitligisten Kyoto Sanga FC ausgeliehen. Für den Verein absolvierte er 12 Ligaspiele. 2015 kehrte er zu Vissel Kobe zurück. Für den Verein absolvierte er 32 Erstligaspiele. 2018 wechselte er zu Tegevajaro Miyazaki. Im Juli 2018 wechselte er zum Zweitligisten Kamatamare Sanuki. Für den Verein absolvierte er 13 Ligaspiele. 2019 wechselte er zum Regionalligisten FC Tiamo Hirakata nach Hirakata. Mit dem Verein spielte er in der Kansai Soccer League. Am Ende der Saison 2020 wurde er mit Tiamo Meister und stieg in die vierte Liga auf. Am Ende der Saison 2022 beendete er seine Karriere als Fußballspieler.

## Erfolge
FC Tiamo Hirakata
- Kansai Soccer League: 2020